# Becca di Moncorvé
La Becca di Moncorvé o Becca de Montcorvé (in francese, Tête de Montcorvé - pron. fr. AFI: [tɛt də mɔ̃kɔʁve] - 3.875 m s.l.m.) è una montagna del Massiccio del Gran Paradiso nelle Alpi Graie. Si trova totalmente in Valle d'Aosta e lungo lo spartiacque tra la Valsavarenche e la Valle dell'Orco.

## Caratteristiche
È collocata a sud-ovest del più importante Gran Paradiso e si trova sul bordo del Ghiacciaio del Gran Paradiso.
Si presenta come uno spuntone che si erge dal ghiacciaio sottostante.

## Salita alla vetta
La prima salita risale al 12 agosto 1885 per opera di Luigi Vaccarone.
La salita alla vetta corrisponde per ampia parte alla salita al Gran Paradiso che parte dal Rifugio Vittorio Emanuele II. Arrivati sulla parte alta del ghiacciaio si risale la facile becca. Difficoltà alpinistiche maggiori presentano i versanti sud ed est.